# Blair Waldorf
Blair Cornelia Waldorf er en karakter i tv-serien Gossip Girl. Karakteren spilles af Leighton Meester. Blair Waldorf er dronningen på hendes skole, og kaldes derfor også Queen B.

## Sæson 1
Blair er datter af Eleanor Waldorf, som senere finder sammen med Cyrus Rose. Eleanor er designer, og har Waldorf Design. Hendes far Harold er homoseksuel, og er senere sammen Roman. I seriens pilot episode kommer Serena Van Der Woodsen, Blairs bedste veninde hjem. Det for Blair til at føle sig truet, da hun er bange for at Serena vil overtage hendes popularitets position på skolen. Blair er kæreste med Nate Archibald, men han er langt mere interreset i Serena da hun kommer hjem.

## Sæson 6
I sæson 6 bliver Blair gift med Chuck Bass, hendes on - of kæreste gennem hele serien. De får en dreng ved navn Henry Bass.
| Biografi | Spire Denne biografi er en spire som bør udbygges. Du er velkommen til at hjælpe Wikipedia ved at udvide den. |

1. ↑  Navnet er anført på engelsk og stammer fra Wikidata hvor navnet endnu ikke findes på dansk.